# 1446
| [ Edytuj tabelę ]                          | |
| Król Polski                                | - 1444 bezkrólewie 1447 |
| Książę Albanii                             | - 1443 Skanderbeg 1468 - 1446 Lekë Dukagjini 1481 |
| Współksiążęta Andory                       | - 1437 Arnau Roger de Pallars 1461 - 1436 Gaston IV 1472 |
| Król Anglii                                | - 1422 Henryk VI 1461 |
| Król Aragonii i Walencji, hrabia Barcelony | - 1416 Alfons V Aragoński 1458 |
| Władca Azteków                             | - 1440 Montezuma I 1468 |
| Elektor Brandenburgii                      | - 1440 Fryderyk II Żelazny 1471 |
| Książę Bawarii-Landshut                    | - 1393 Henryk XVI Bogaty 1450 |
| Książę Bawarii-Monachium                   | - 1438 Albert III 1460 |
| Książę Burgundii                           | - 1419 Filip III Dobry 1467 |
| Cesarz Bizancjum                           | - 1425 Jan VIII Paleolog 1448 |
| Sułtan Brunei                              | - 1433 Sulaiman 1473 |
| Cesarz Chin                                | - 1435 Zhu Qizhen 1449 |
| Król Cypru                                 | - 1432 Jan II 1458 |
| Król Czech                                 | - 1440 Władysław Pogrobowiec 1457 |
| Król Danii                                 | - 1440 Krzysztof Bawarski 1448 |
| Dalajlama                                  | - 1391 Gendun Drup 1474 |
| Władca Egiptu                              | - 1438 Czakmak 1453 |
| Cesarz Etiopii                             | - 1434 Zara Jaykob Konstantyn 1468 |
| Król Francji                               | - 1422 Karol VII 1461 |
| Król Gruzji                                | - 1446 Jerzy VIII 1465 |
| Hrabia Holandii                            | - 1433 Filip III Dobry (z Burgundii) 1467 |
| Władca Inków                               | - 1438 Pachacutec 1471 |
| Cesarz Japonii                             | - 1428 Go-Hanazono 1464 |
| Kalif                                      | - 1441 Al-Mustakfi II 1451 |
| Król Kastylii i Leónu                      | - 1406 Jan II Kastylijski 1454 |
| Patriarcha Konstantynopola                 | - 1443 Grzegorz III Mammas 1450 |
| Władca Korei                               | - 1418 Sejong Wielki 1450 |
| Wielki książę litewski                     | - 1440 Kazimierz IV Jagiellończyk 1492 |
| Cesarz Majapahitu                          | - 1429 Suhita 1447 |
| Sułtan Maroka                              | - 1421 Abdulhak II 1465 |
| Książę Mediolanu                           | - 1412 Filip Maria 1447 |
| Senior Monako                              | - 1436 Jan I 1454 |
| Wielki książę moskiewski                   | - 1425 Wasyl II Ślepy 1462 |
| Król Nawarry                               | - 1441 Jan II Aragoński 1479 |
| Król Norwegii                              | - 1442 Krzysztof Bawarski 1448 |
| Sułtan Omanu                               | - 1435 Abu al-Hasan 1451 |
| Elektor Palatynatu                         | - 1436 Ludwik IV 1449 |
| Papież                                     | - 1431 Eugeniusz IV 1447 - 1439 Feliks V 1449 |
| Król Portugalii                            | - 1438 Alfons V 1481 |
| Cesarz Rzymski (niemiecki)                 | - 1440 Fryderyk III Habsburg 1493 |
| Kapitanowie Regenci San Marino             | - 1445 Cristofaro di Paolo Antonio Giannini 1446 - 1446 Giacomo d'Antonio Sammaritani Bartolo di Angelo di Ciono 1446 - 1446 Bianco d'Antonio Cecco di Giovanni da Valle 1447 |
| Despota Serbii                             | - 1429 Jerzy I Branković 1456 |
| Elektor Saksonii                           | - 1428 Fryderyk II Łagodny 1464 |
| Król Szkocji                               | - 1437 Jakub II 1460 |
| Król Szwecji                               | - 1440 Krzysztof Bawarski 1448 |
| Król Tajlandii                             | - 1424 Borommaracha Thirat II 1448 |
| Sułtan Turków                              | - 1444 Mehmed II Zdobywca 1446 - 1446 Murad II 1451 |
| Doża Wenecji                               | - 1423 Francesco Foscari 1457 |
| Król Węgier                                | - 1444 Władysław Pogrobowiec 1457 |
| Cesarz Wietnamu                            | - 1442 Lê Nhân Tông 1459 |
| Wielki mistrz zakonu krzyżackiego          | - 1441 Konrad von Erlichshausen 1450 |

Rok 1446 / MCDXLVI
stulecia: XIV wiek ~
XV wiek ~
XVI wiek

lata: 1436 «
1441 «
1442 «
1443 «
1444 «
1445 «
1446
» 1447
» 1448
» 1449
» 1450
» 1451
» 1456

## Wydarzenia w Polsce
- 6 stycznia – w Piotrkowie odbył się sejm[1].
- w styczniu obradował sejm Wielkiego Księstwa Litewskiego w Wilnie[2]
- 27 marca-30 marca – w Piotrkowie obradował sejm[1].
- we wrześniu obradował sejm Wielkiego Księstwa Litewskiego w Brześciu[2]
- 27 września – pod Tatowem wojska Koszalina pokonały oddziały kołobrzeskie, w bitwie o kontrolę nad handlem morskim.

## Wydarzenia na świecie
- 16 lutego – wielki książę moskiewski Wasyl II został oślepiony przez spiskowców.
- 6 marca – wojna domowa w Szwajcarii: zwycięstwo wojsk związkowych nad habsburskimi w bitwie pod Ragaz.
- 12 czerwca – rozpoczęły się negocjacje w celu zakończenia szwajcarskiej wojny domowej.
- 27 września – bitwa pod Otonetë (dzisiejszy Obwód Dibra): wojska książąt albańskich pod wodzą Skanderbega pokonały Turków.
- 9 października – w Korei opublikowano alfabet hangul.

## Urodzili się
- 18 kwietnia – Hipolita Maria Sforza, włoska szlachcianka wywodząca się dynastii Sforzów (zm. 1484)
- 3 maja:
  - Fryderyk I legnicki, książę brzeski i legnicki z dynastii Piastów (zm. 1488)
  - Małgorzata York, księżniczka angielska wywodząca się z rodu Yorków (zm. 1503)
- 28 grudnia – Karol de Berry, książę de Berry, Normandii i Gujenny (zm. 1472)

## Zmarli
- 15 kwietnia – Filippo Brunelleschi, florencki architekt i rzeźbiarz (ur. 1377)
- 28 grudnia – Klemens VIII, antypapież obediencji awiniońskiej (ur. ok. 1369)